# Nordaustlandet
Nordaustlandet er den næststørste ø på Svalbard med et areal på 14.500 km². Som navnet siger, ligger øen nordøst for Spitsbergen.
Meget af Nordaustlandet ligger under de store isbræer Austfonna, Vestfonna og Sørfonna. Resten af øen er tundra, hvor Svalbardrensdyr og hvalrosser holder til. Austfonna er Europas største isbræ og den tredjestørste indlandsis i verden (efter Antarktis og Grønland). Isbræen er 8200 km² stor, optil 560 meter tyk (lidt mindre end 300 i snit) og har et tværmål på 200 km. Øen er ubeboet. Nordaustlandet og øerne omkring er en del af Nordaust-Svalbard naturreservat.
Mange steder på Nordaustlandet findes der en uventet frodighed, oftest i nærheden af fuglefjeldene. Nordaustlandet er mindre præget af menneskelig aktivitet end resten af Svalbard, men der findes kulturminder fra russisk og norsk overvintringsfangst, fra forskning og ekspeditioner samt fra 2. verdenskrig. Ved vigen Kinvika i Murchisonfjorden ligger en velbevaret havforskningsstation fra Det internationale geofysiske år i 1957-58. Kulturminder fra 2. verdenskrig er den tyske vejrstation Station Haudegen i Rijpfjorden.

## Geografi
Nordaustlandet er Europas niende største. øen ligger nordøst for Svalbards største ø, Spitsbergen, som den er skilt fra ved Hinlopenstrædet. Nordaustlandet har et areal på 14 443 km². Øen er stærkt indskåret af fjorder på vest- og nordsiden, hvor det er et bredt bælte af bart land med optil 600 m høje fjeldrygge. På vestkysten findes også brede strandflader. Nordaustlandet er gennemskåret af den brede dal Rijpdalen. På den ene side ligger isbræen Vestfonna, mens Austfonna ligger på den andre side hvor den ender i havet med en sammenhængende, indtil 30 m høj isvæg.
Vestfonna er den næst største isbræen på Svalbard, og udgør den vestlige tredjedel af Nordaustlandet på Gustav V Land mellem Wahlenbergfjorden og Nordenskiöldbukta Vestfonna inkluderer Sverdrupisen i nord, og er ca. 3 000 km² stor.
De største isbræer omtales som iskapper, og Austfonna er den største iskap på Svalbard og i Europa. Austfonna er sammen med Vatnajökull i Island de største eksisterende iskapper, hvor Austfonna er størst i areal og Vatnajökull størst i volumen. Austfonna udgør den østre halvdel af Nordaustlandet. Austfonna inkluderer Palanderisen, i det sentrale område, og Vegafonna i vest, og dækker et areal på 8 492 km² og et volumen på 1900 km³.
Som en følge af nedsmeltning af en isbræ på Nordaustlandet blev der i 2008 afklaret at Isispynten ikke er en del af Nordaustlandet, men en ø.

## Reference
1. ↑  "Isbreer". Svalbard museum. Arkiveret fra originalen 2011-07-24. Hentet 2009-12-20.
2. ↑  "Norsk Polarinstitutt: Isispynten er blitt ei øy". Arkiveret fra originalen den 22. december 2008. Hentet 14. december 2023.{{cite web}}:  CS1-vedligeholdelse: BOT: original-url status ukendt (link)